# Rosanna Ditton
Rosanna Ditton (ur. 7 czerwca 1979) – australijska lekkoatletka, specjalizująca się w skoku o tyczce.

## Osiągnięcia
- 11. miejsce podczas Uniwersjady (Pekin 2001)
- 9. lokata na Uniwersjadzie (Daegu 2003)
- 5-krotna medalistka mistrzostw Australii
  - Brisbane 2003 – złoto (srebro międzynarodowych mistrzostw Australii, złoto wywalczyła Nowozelandka Melina Hamilton)
  - Sydney 2004 – srebro
  - Sydney 2006 – brąz (4. lokata w międzynarodowych mistrzostwach Australii, brąz zdobyła Nowozelandka Melina Hamilton)
  - Brisbane 2007 – brąz
  - Brisbane 2008 – brąz

## Rekordy życiowe
- skok o tyczce – 4,30 (2004)
- skok o tyczce – 4,13 (2008)